# Xgħajra
Xgħajra (forma estesa in maltese Ix-Xgħajra; in italiano storico Sciaira) è un comune maltese situato sulla costa est di Malta, a metà strada tra Kalkara e Marsaskala. Con una popolazione di 1 830 abitanti al settembre 2019, è il secondo consiglio locale meno popoloso dell'isola di Malta (non considerando dunque quelli di Gozo). 
Contrariamente alla credenza popolare, non ha alcun collegamento con il villaggio gozitano di Xagħra.
Sulla bandiera del villaggio campeggia la Torre di Santa Maria delle Grazie che i Cavalieri di Malta eressero nel 1620 durante il regno del Gran Maestro Fra Alof de Wignacourt, una delle torri di Wignacourt. I britannici demolirono la torre per liberare un campo da fuoco per la Batteria Delle Grazie che costruirono nel 1888. Una strada del villaggio porta ancora il nome della torre.

## Sport
La squadra di calcio locale è conosciuta come Xghajra Tornadoes F.C., e ha partecipato due volte 1997-98 e 2000-01 alla Premier League maltese, la massima divisione calcistica nazionale.

## Zone di Xgħajra
- San Pietru
- Ta 'Alessi
- Ta 'Maġġi
- Tal-Qassisin
- Tan-Nisa
- Tumbrell
- Wied Glavan

## Strade principali
- Dawret ix-Xatt (Strand By-Pass)
- Triq Ħaż-Żabbar (Zabbar Road)
- Triq il-Fortizza tal-Grazzja (via Grazzia Fort)
- Triq il-Knisja (Church Street)
- Triq it-Torri ta 'Alof de Wignacourt (Alof de Wignacourt Tower Street).

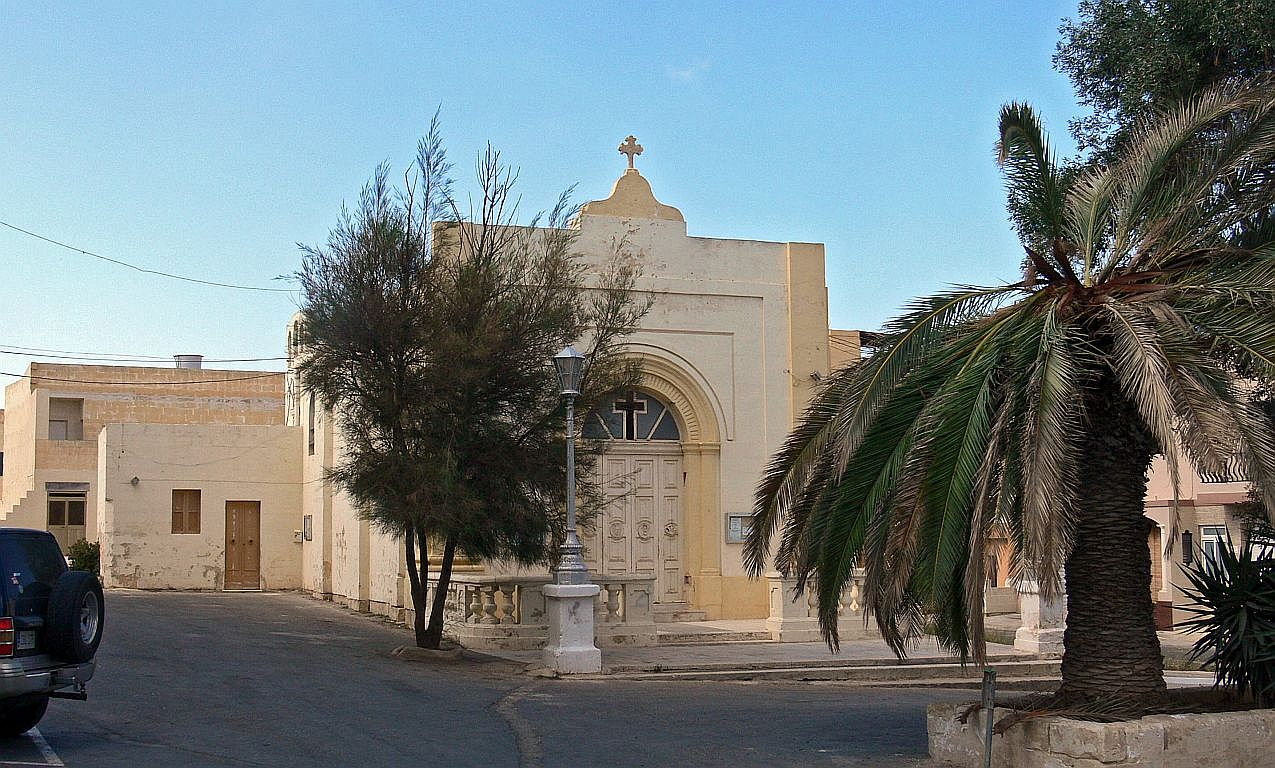
Cappella di Xgħajra
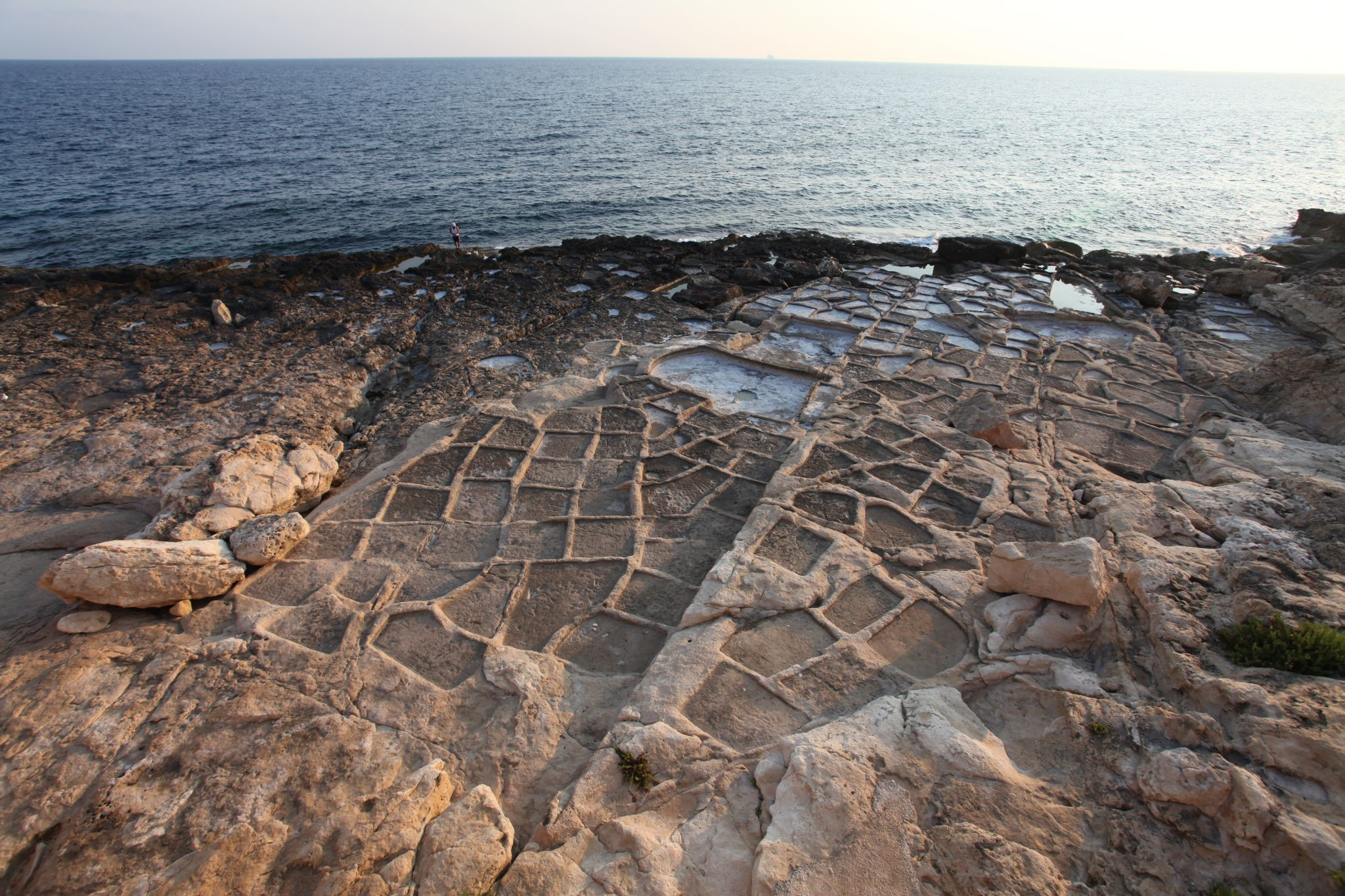
Saline
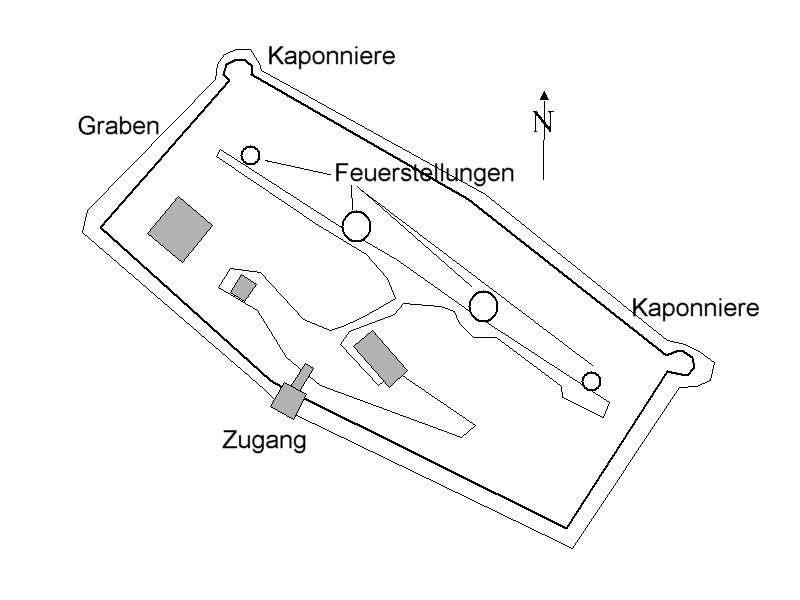
Batteria Delle Grazie
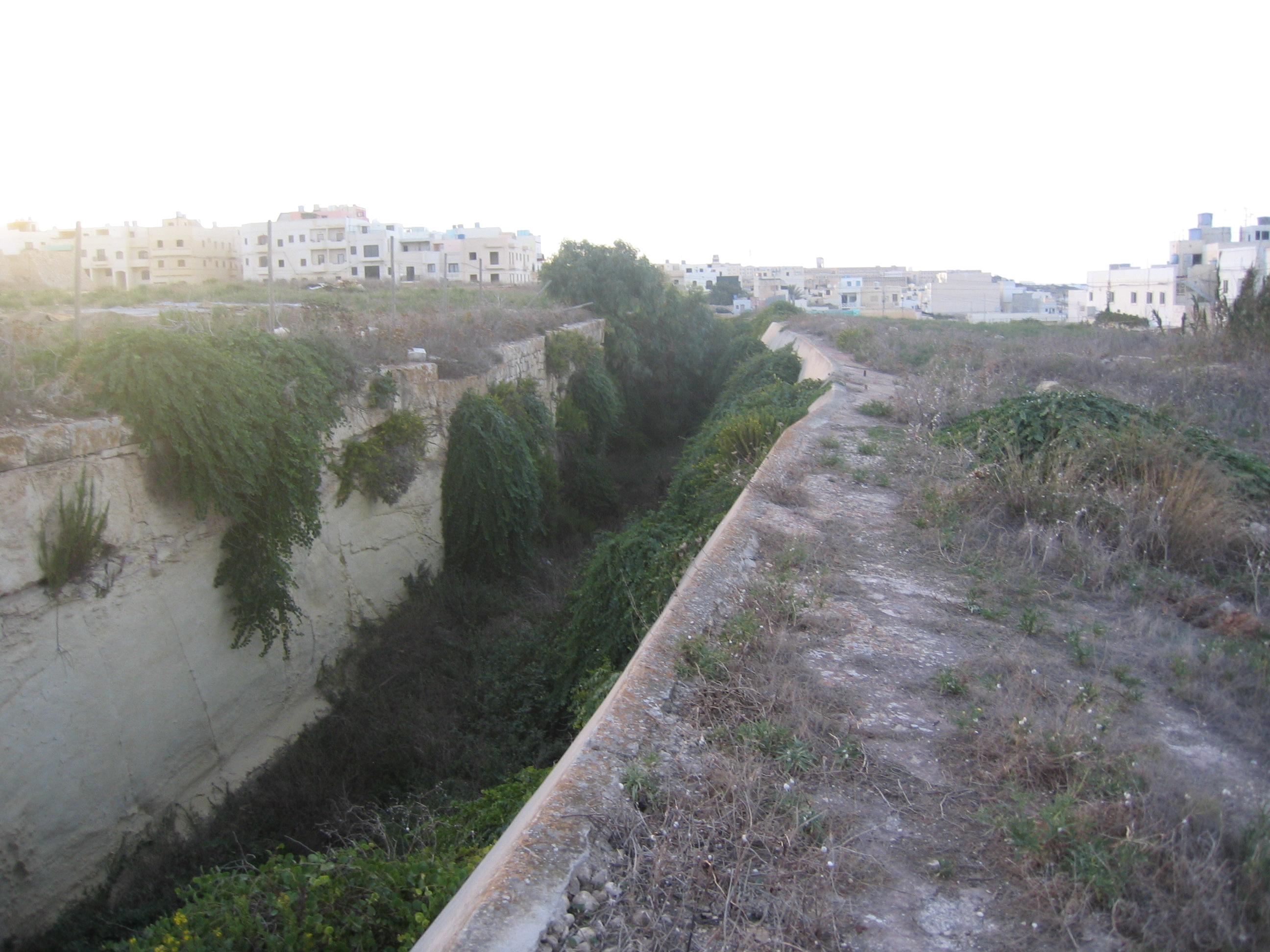
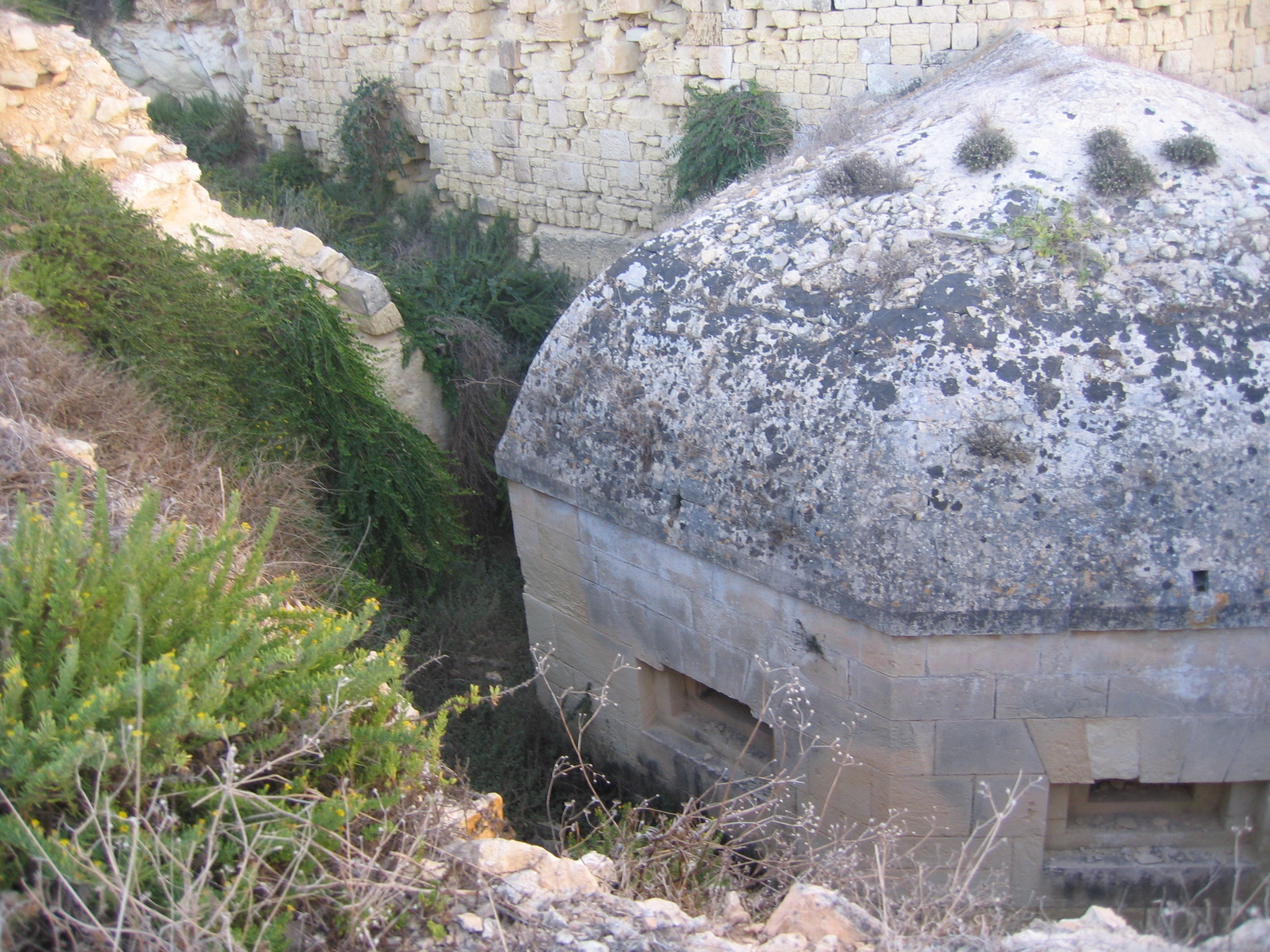
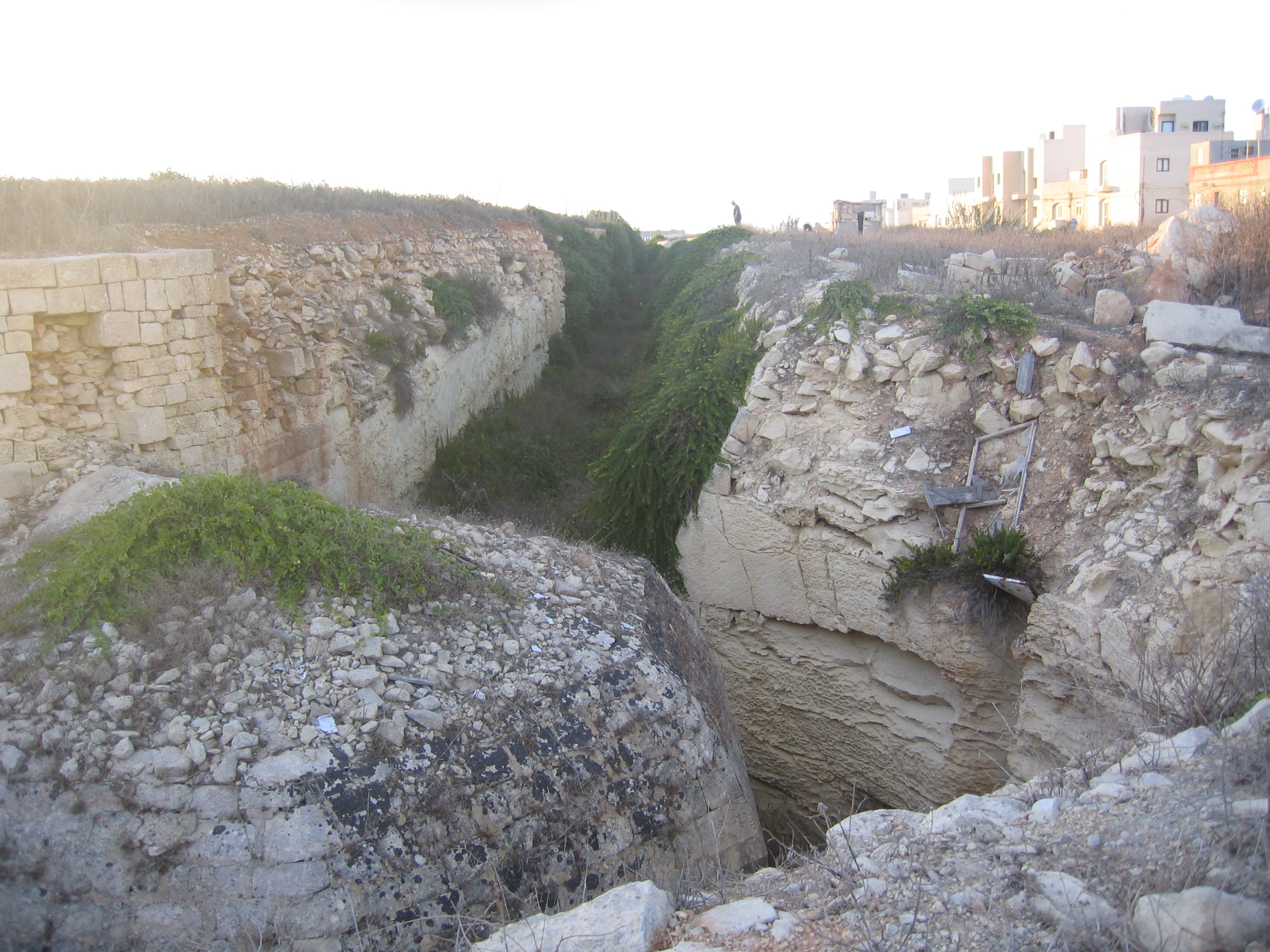
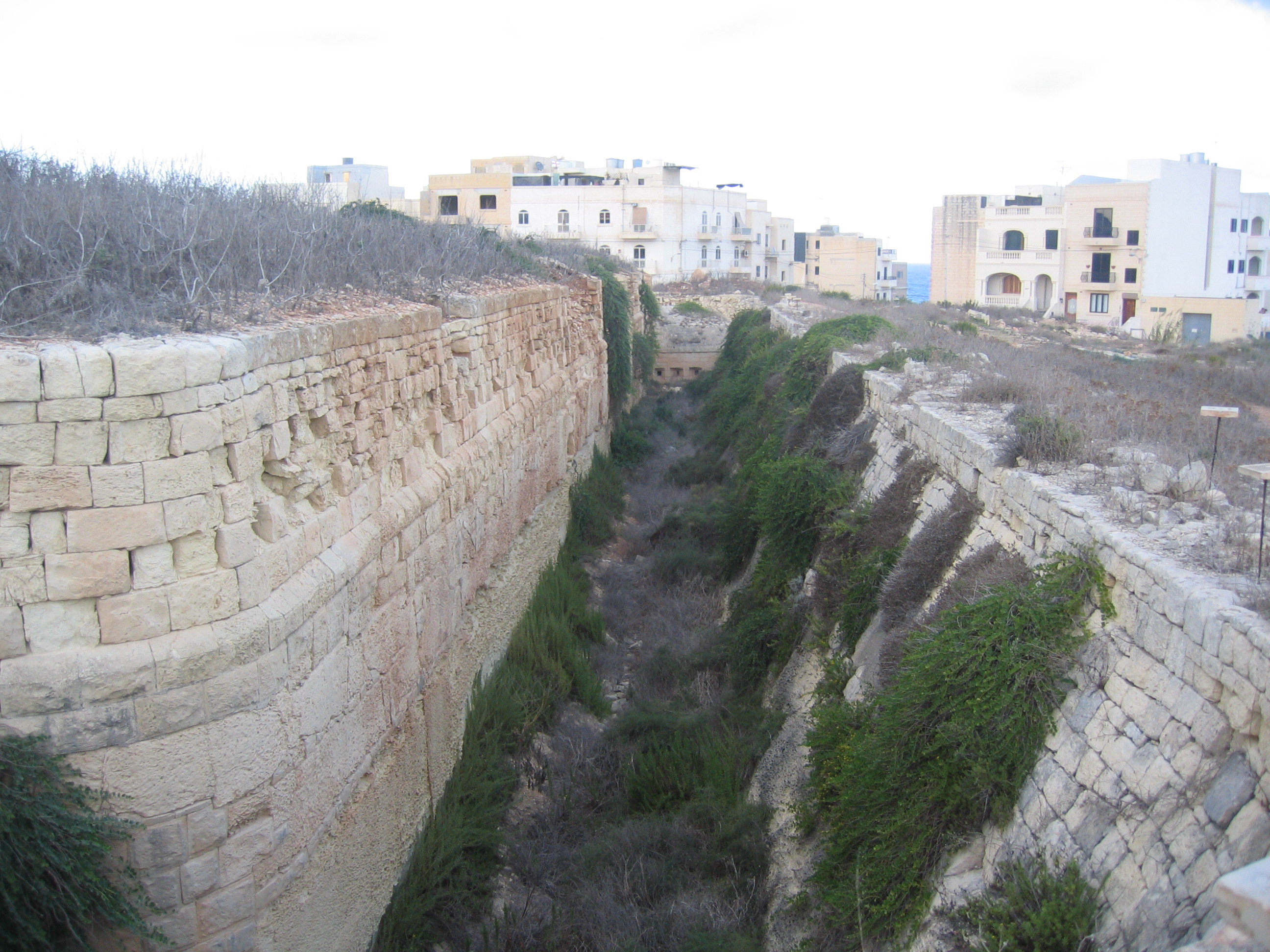